# Янгол-охоронець (Доктор Хаус)
«Янгол-хранитель» (англ. Guardian Angels)  — четверта серія четвертого сезону американського телесеріалу «Доктор Хаус». Прем'єра епізоду проходила на каналі FOX 23 жовтня 2007. Доктор Хаус і його нова команда мають врятувати дівчину, яка бачить свою покійну маму.

## Сюжет
Аріна, косметолог в похоронному бюро, починає бачити своїх «мертвих клієнтів», які намагаються її вбити. Невдовзі у неї починається епі-напад. Хаус наказує зробити МРТ з контрастом, ЕЕГ, пункцію, аналіз крові, а також перевірити похоронне бюро. Добсон повідомив, що тіло, з яким працювала пацієнтка, померло від пневмонії. Проте подивившись на симптоми стає ясно, що це зовсім не пневмонія. Хаус наказує викопати труп і провести йому біопсію мозку, щоб виявити небезпечну хворобу Крейцфольда Якоба. Перевіряючи стан жінки Тринадцята, Ембер і Коул розуміють, що пацієнтка спілкується зі своєю покійною мамою.
Команда виключила всі інфекційні хвороби, тому почала шукати спадкову. Тим часом Аріна розповідає, що спілкується з колишнім пацієнтом Хауса Томасом. Отже команда усвідомлює, що у пацієнтки не тільки галюцинації, а й марення. Зробити всі тести на спадкову хворобу не можливо, тому Хаус вирішує поговорити через Аріну з її мамою і спитати, чим вона хворіла. По опису Хаус розуміє, що це хвороба Паркінсона. Проте невдовзі у дівчини виникають рани на руці. Добсон думає, що у пацієнтки може бути васкуліт сітківки. Також команда робить тест на порфірію. Під час тесту у Аріни починаються сильні болі в животі і вона починає блювати кров'ю. Після операції Чейз повідомляють, що у дівчини мало не вибухнула селезінка. Також виник некроз печінки.
Хаус наказує зробити ангіограму, проте під час неї у пацієнтки почались судоми і команда не змогла закінчити процедуру. Через деякий час Ембер розуміє, що дівчина могла отруїтися ріжками. Хвороба задовольняє всі симптоми, отже команда починає лікування. Аріна розуміє, що мати померла і відпускає її.

## Цікавинки
- Формана звільнили з нової роботи і він намагається влаштуватись на іншу. Проте його ніхто не бере. В результаті його наймає Кадді.
- Кемерон і Хаус закладають парі на те, що Коул не зможе вдарити Хауса.